# 메리 배드햄

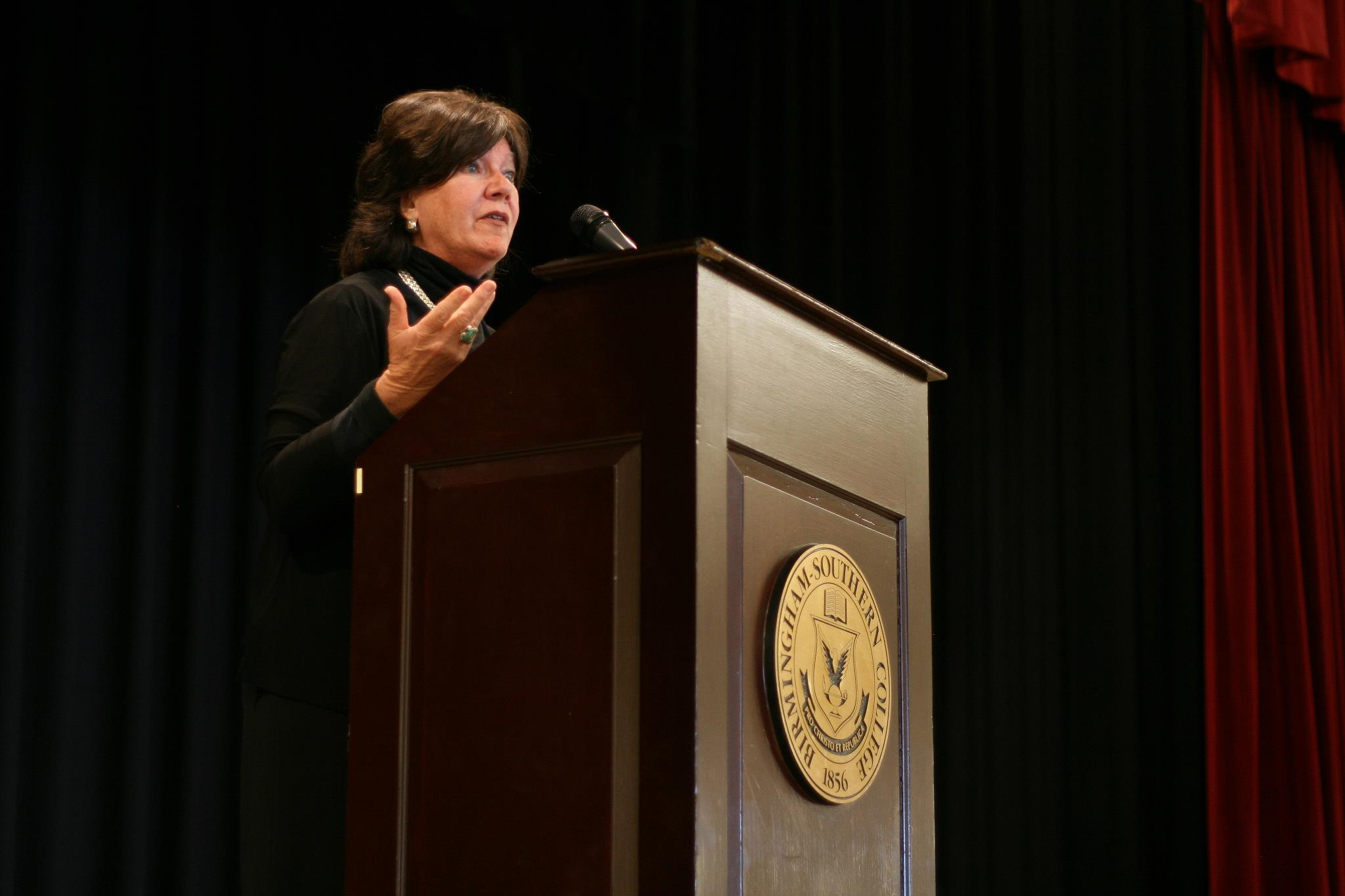

메리 배드햄(Mary Badham, 1952년 10월 7일 ~ )는 미국의 영화배우이다.
버밍햄에서 태어났다.

## 영화
- 디스 프로퍼티 이즈 컴덤드 (1966년)
- 알라바마 이야기 (1962년) - 스콧 역